# Slag op de Mookerheide

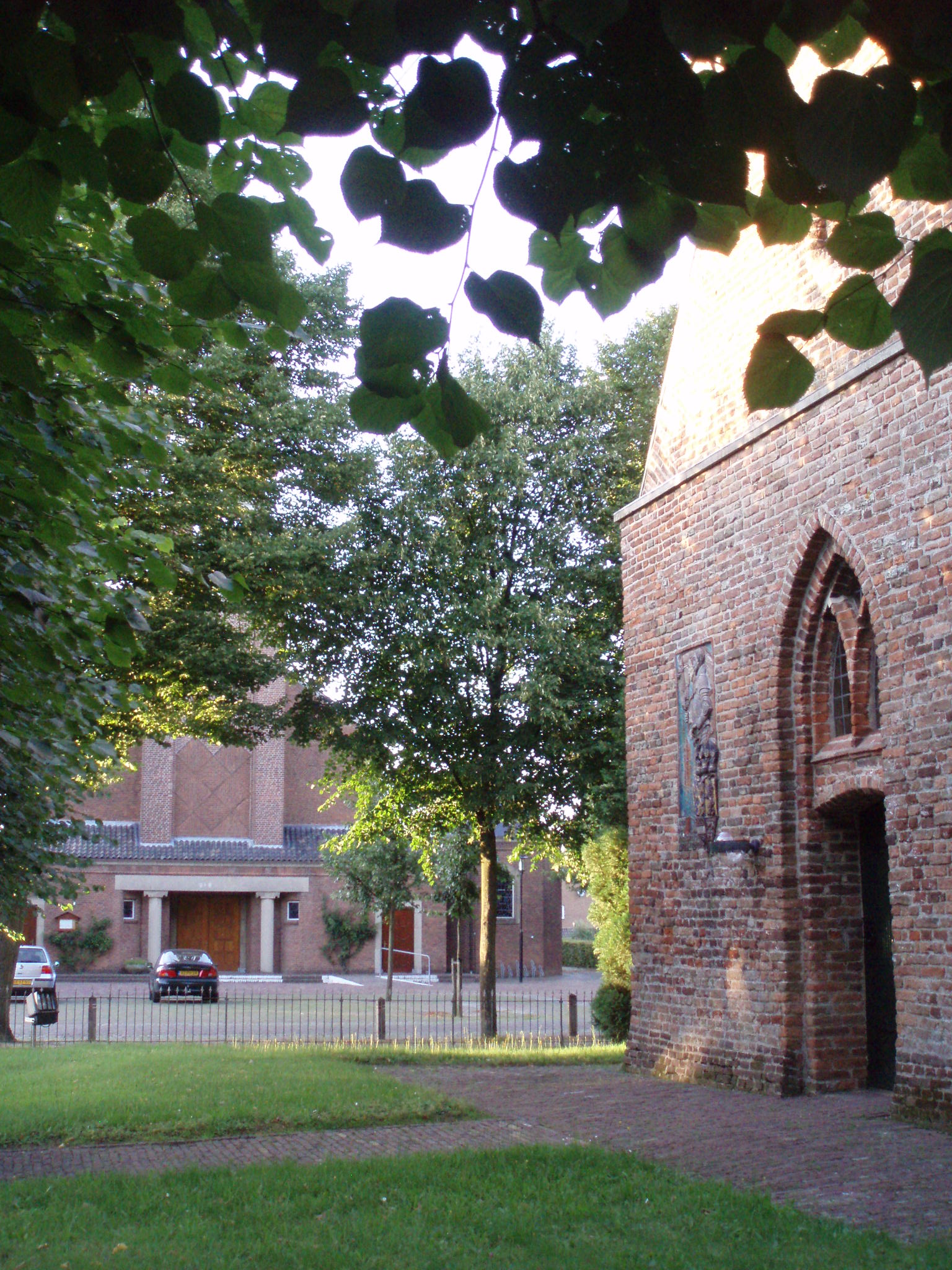
Hervormde kerk van Heumen, met o.a. aan de buitenzijde een herinnering aan de twee broers Van Nassau

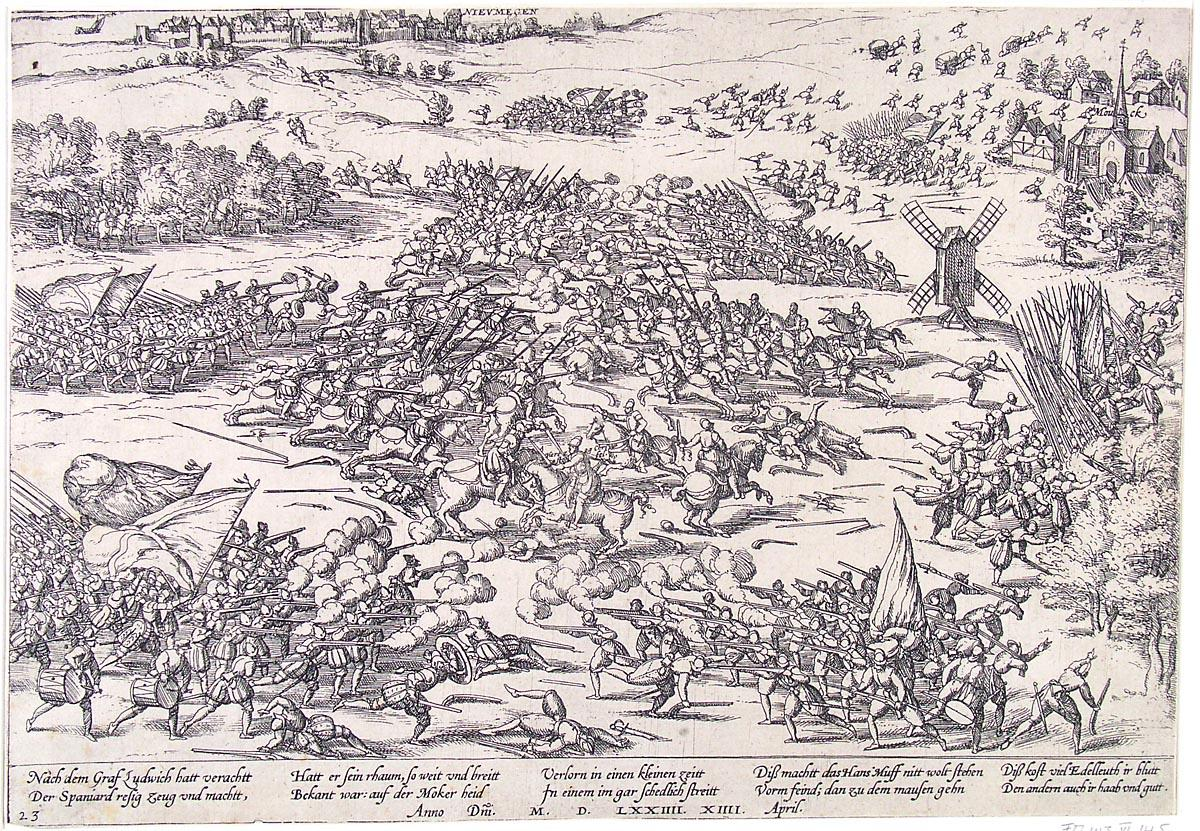
Een prent van de slag door Frans Hogenberg

De Slag op de Mookerheide vond plaats aan het einde van Oranjes derde invasie op 14 april 1574 tussen het Spaanse leger onder Sancho d'Ávila en Bernardino de Mendoza enerzijds, en huurtroepen onder Lodewijk en Hendrik van Nassau anderzijds. De veldslag was een Spaanse overwinning en zowel Lodewijk als Hendrik van Nassau sneuvelden.

## Verloop
De slag werd uitgevochten op de heide vlak bij het dorpje Mook aan de Maas. De Mookerheide strekte zich in de 16e eeuw uit over een groter gebied dan heden ten dage; ten zuiden van Nijmegen tot voorbij Mook was er een groot heidegebied, dat in zijn geheel Mookerhei werd genoemd.
De strijd vond daadwerkelijk vooral plaats ten noorden van de kern van Mook, tussen de Maas en de Bovensteweg.
Het leger van Lodewijk bestond uit 5500-6000 man infanterie en zo'n 1700 man Duitse (cavalerie). Stipriaan noemt 3000 ruiters. Tweeduizend daarvan kreeg Lodewijk mee van Hendrik, de hertog van Anjou, die onderweg naar Polen, door hem waren afgedankt. Lodewijk had daarvoor het huwelijk helpen arrangeren tussen Hendrik, de broer van de Frans koning, en de dochter van de Poolse koning. Lodewijk werd door zijn broer Hendrik van Nassau en Christoffel van de Palts, de aanvoerder van de cavalerie, gesecondeerd. Het Spaanse leger telde 4700 man infanterie (waarvan 2500 Spanjaarden) en bijna 800 man cavaleristen.
Lodewijk en Hendrik wilden met hun troepen via de oostelijke Maasoever in de richting van de Betuwe trekken, waar op dat moment hun broer Willem van Oranje verbleef. De Spanjaarden onderbraken op 21 maart hun Beleg van Leiden om de troepen te verhinderen Holland binnen te trekken. Omstreeks 20 februari 1574 was Lodewijk al opgerukt tot de nabije omgeving van Maastricht. Nog voor Lodewijk kon besluiten Maastricht binnen te gaan, stelde Sancho d'Ávila, die het Spaanse opperbevel voerde, de brug over de Maas zeker. De directe weg naar Brabant werd zo afgesneden. Lodewijk worstelde 'met haperende bevoorrading en onwillige manschappen, die geld eisten voor ze verder wilden trekken. Een deel van zijn cavalerie moest hij wegens geldgebrek alweer afdanken. waarschijnlijk brak ook het gebrek aan artillerie hem hier al op.' In de tweede week van april bewoog Lodewijk richting Roermond in de hoop er met schuiten een schipbrug te bouwen. Spaanse elite-eenheden belaagden zijn troepen en dunden de gelederen van het invasieleger flink uit. Lodewijk bewoog zich steeds meer noordwaarts. Oranje hield zich op tussen Dordrecht en de Bommelerwaard. D'Ávila begreep dat Lodewijk aansluiting zocht met het leger van zijn broer en besloot hem de pas af te snijden.
Op 13 april 1574 arriveerden de troepen van de Nassaus in Mook. Ze waren er echter niet van op de hoogte dat de Spaanse troepen bij Grave een dag eerder de Maas al met een pontonbrug waren overgestoken. De Spanjaarden legerden zich vervolgens tussen Heumen en Overasselt. In de nacht van 13 op 14 april zorgde een groep Spaanse militairen met trompetten, trommels en geweerschoten voor lawaai ter hoogte van Katwijk. Hierdoor werd de tegenstander uit zijn slaap gehouden. Ook werd hij zo op een dwaalspoor gebracht betreffende de verblijfplaats van het Spaanse leger. Dit wordt 'de list van D'Ávila' genoemd.
Er volgde een confrontatie tussen de cavalerieafdelingen, die in het voordeel van de ruiters van de twee broers eindigde. Echter, Lodewijk en Hendrik hadden de Spaanse troepen onderschat en beseften niet hoe ongunstig het terrein was. De doortocht ter hoogte van Mook en Heumen was door Spaanse verschansingen geblokkeerd. Men besloot zich in te graven om de vermoeide troepen wat rust te gunnen. De volgende dag, 14 april 1574, vonden vroeg in de ochtend de eerste gevechten plaats. Dat was ten noorden van de dorpskern van Mook, tussen de Maas en de Bovensteweg.
Hoewel de troepen van Lodewijk en Hendrik bij aanvang van de strijd stand konden houden, maakten Spaanse versterkingen hun situatie snel onhoudbaar. De verschansingen werden doorbroken en de ruiters vochten een beslissende slag uit. Lodewijks Duitse infanterie-eenheden vertrouwden op hun vuurwapens, maar hadden veel tijd nodig om deze te herladen. De tegenstander vocht vooral met speren en lansen en koos voor een agressieve overrompeling. Er vielen veel doden. De overlevenden sloegen op de vlucht in de richting van Gennep, ze kwamen echter in een moerasgebied terecht waar velen alsnog de dood vonden.

## Afloop
Het aantal doden is onbekend. Ruwe schattingen houden het volgens historicus Van Stipriaan op 2000 tot 3500 aan de kant van de opstandelingen en zo'n 200 aan Spaanse zijde. Hoe Lodewijk en Hendrik aan hun einde zijn gekomen is onduidelijk. Hun stoffelijke overschotten zijn nooit gevonden, het is mogelijk dat de lichamen in een massagraf terecht zijn gekomen of dat de twee zijn weggezakt in het moerasgebied. 
Pas na ongeveer drie weken wist Willem van Oranje met enige zekerheid dat zijn broers gesneuveld waren. Het was voor hem rampzalig dat het leger, dat aanvankelijk bijna tienduizend man telde, had opgehouden te bestaan.
Een getuigenis:

Den 14. April (1574) geschiedde den Veldslag van Mockerheyde by Nimwegen, in den welken de Spagniaerds onder Sancio d' Avila eene volkomene Victorie behaalden op het Leger van den Graeve Lodewyk van Nassauw, die met den Graeve Hendrik zynen Broeder, en den Hertog Christoffel van Beyeren, ofte in het gevecht gesneveld ofte in de vlucht van de Peirden gedood, ofte in de Waeter-Poelen is versmoord geweest.
Den 17. wierd tot Gend over deze Victorie een Generaele Dankprocessie gehouden, -ook 's Avonds gevierd, de Klokken geluyd, en met het Kanon geschoten in ‘t Nieuw Kasteel.

De getuigenis dateert uit 1752, maar  gaat voorbij aan de beweegreden van Friedrich Gorissen (1912-1993), voormalig stadsarchivaris van Kleef. Hij verwijst naar de Amsterdamse historica I.H. van Eeghen over het Dagboek van Broeder Wouter Jacobsz (Gualtherus Jacobi Masius) prior van Stein: Amsterdam 1572-1578 en Montfoort 1578-1579, Eerste Deel. (Groningen, 1959). In een voetnoot staat:

Ebenda S. 397 zum 23 April : Op desen dach werde oeck geseyt, ... dat grave Lodewijck met sijn broeder grave Jan gescoten sijnde gesturven waeren opt huys te Hulst.

Volgens de informatie uit 1574 zijn Lodewijk en diens broer overleden op Hülsen. Kasteel Hulsen of Hulzen ligt in Hatert in de gemeente Nijmegen. Bij de belegering in oktober-november 1794 hebben de Fransen hier de bevelhebberstaf aangetroffen. Deze staf heeft waarschijnlijk toebehoord aan één van Willem van Oranje’s broers.
Het oorspronkelijke handschrift van Wouter Jacobsz. Maes (1521/1522-1595) bevindt zich in de Universiteitsbibliotheek Nijmegen. Op blad 201v. maakt Maes melding van de 'Victorie tegen den geusen' op 15 april 1574 '(...) omtrent Moock op die heyde'. Van de dood van graaf Lodewijk en zijn broer 'Jan' [sic] 'opt huys te Hulst' wordt melding gemaakt op blad 202.

## Herdenkingen
Op 14 april 1891 is in de protestantse kerk van Heumen (destijds Nederlands hervormd) een gedenksteen onthuld. Langs de Mookerheide staat nog altijd een aan Maria gewijd kapelletje, dat een lokale rooms-katholieke sage vertolkt: na afloop van de veldslag doolden er veel lichtjes over de Mookerheide. Het waren de zielen van de gesneuvelden, die geen rust konden vinden. Het Mariakapelletje werd gebouwd en de lichtjes verdwenen.
Op 14 april 2024 werd in Mook herdacht dat het 450 jaar geleden was dat de slag plaatsvond. Groepen scholieren die Spaanse en Nederlandse soldaten verbeeldden, trokken op om elkaar, anders dan toen, broederlijk te begroeten. Op het plein voor het raadhuis werd een kunstwerk onthuld dat de broers Lodewijk en Hendrik van Nassau uitbeeldt.

## Plaatsnamen
Op topografische kaarten tot 2010 zijn nog de veldnamen Hel, Vagevuur en Himmel (Duits voor hemel) te onderscheiden. De Hel is waar de troepen van de twee broers werden afgeslacht; het Vagevuur waar zij die deze slachting overleefden, wilden vluchten en met honderden wegzakten in de moerassen; en de Himmel de plek waar degenen die de slag hebben overleefd terecht kwamen. De veldnaam De Hel verwijst naar een boerderij aan de kruising Schildersweg-Helweg-Langstraat in Milsbeek. Het Vagevuur ligt zuidoostwaarts aan de Langstraat bij de kruising met de Vagevuurweg. Het Himmeltal ligt twee kilometer naar het oosten, net over de grens in het puntje van het Reichswald. Het dal loopt vanaf de Grensweg omhoog naar de voormalige brandtoren. De brandtoren is medio december 2022 afgebroken.

## Wetenswaardigheden
- Het volksverhaal over Kiste Trui gaat over een vrouw die een verloren schatkist van de in de slag gesneuvelde broers Van Nassau zocht.
- De slag en de legende van Kiste Trui inspireerden schrijfster en journalist Lidy Nicolasen tot de roman de Geuzendochter.
- De Slag op de Mookerheide speelt een grote rol in Flodderbes, de heks, het derde stripverhaal uit de reeks van De Geuzen.
- Tijdens een bezoek aan het Vaticaan kreeg koning Willem-Alexander in juni 2017 de bevelhebbersstaf van Willem van Oranje overhandigd. Deze was verloren gegaan tijdens de slag. De staf was opgespoord en aangetroffen in een Jezuïetenklooster, waar sinds 1921 een deel van de nalatenschap van de Luis de Zúñiga y Requesens werd bewaard. Nederland kreeg de bevelhebbersstaf in bruikleen.[11][12]
- Jan Klaassen de trompetter, een lied van Rob de Nijs uit 1973, gaat ook over de Slag op de Mookerheide.